# استان مانو
استان مانو (به اسپانیایی: Provincia del Manu) یک استان در پرو است که در منطقه مادره ده دیوس واقع شده‌است. استان مانو ۲۷٬۸۳۵٫۱۷ کیلومتر مربع مساحت و ۱۷٬۲۹۷ نفر جمعیت دارد.